# Чапаєво (Кизилжарський район)
Чапа́єво (каз. Чапаев) — село у складі Кизилжарського району Північноказахстанської області Казахстану. Входить до складу Кизилжарського сільського округу.
До 16 серпня 1971 року село називалось Батраки.
Населення — 374 особи (2021; 366 у 2009, 429 у 1999, 408 у 1989).
Національний склад станом на 1989 рік:
- росіяни — 47 %
- казахи — 25 %.